# 민주당 (미국)

당나귀는 미국 민주당의 상징이다.

민주당(民主黨, 영어: Democratic Party)은 공화당과 함께 미국의 양대 정당이다.
민주당의 역사는 토머스 제퍼슨 대통령의 민주공화당 시절까지 거슬러 올라가는데, 현 민주당은 앤드루 잭슨 대통령의 지지자들을 중심으로 1828년에 처음 창당되었으며, 세계에서 가장 오래된 정당이라는 명예를 차지하고 있다.
민주당은 초기에 민주 정부와 노예제를 지지했으며, 각 주의 독립성을 보장하기 위해 노력하였다. 창당 초기에는 앤드루 잭슨 대통령의 '잭슨식 민주주의'를 지지하며 인디언 학살과 노예제 옹호, 여성에 대한 남성의 권리 등을 선호했다. 일부 미국 좌파들의 주장에 의하면 그 당시 민주당은 진짜 좌익이 아니거나 중도좌익 혹은 보수우익에 가까웠다고 한다. 하지만 프랭클린 루스벨트 대통령과 뉴딜 정책 이후, 민주당의 주 이념은 사회자유주의로 돌아서기 시작했다. 그리고 1980년대에 이르러 주 지지자들도 흑인, 가톨릭 등 사회 비주류 인사들로 바뀌었다. 1980년대부터 (과거와는 다르게) 남부 주들이 공화당을 지지하게 된 반면, 민주당은 해안가 대도시 거주자들 중심의 지지층을 확보해서, 여성, 성소수자, 밀레니얼 세대, 흑인, 라틴계, 무슬림, 아시아계 등이 되었다.
민주당은 현대 자유주의와 사회적, 경제적 평등을 옹호하며, 복지 국가를 지향한다. 정부의 시장 간섭을 통하여 경제의 균형을 찾아야 한다고 강조하며, 노조의 권리를 보호하며 환경 친화 정책, 국가 규모의 의료 보험, 공정한 기회, 적정한 규모의 대학 입학금, 소비자 권리와 관련된 법들을 입법화시키기 위하여 노력하고 있다. 사회적인 문제들에서는 총기 규제 강화, 마리화나의 합법화 등을 주장한다.
민주당은 지금까지 현직 대통령 조 바이든을 포함 총 15명의 대통령을 배출했다. 첫째는 1829년에 당선된 7대 대통령 앤드루 잭슨이고, 2021년 기준 민주당이 배출한 마지막 대통령은 조 바이든이다. 2009년 1월 21일 당시 버락 오바마 대통령(행정부)의 지도 아래 상원에서 최소 58석, 하원 257석으로 입법부에서 다수당(2007년 당시 기준)을 차지하고 있었으며, 주지사도 28곳으로 모두 과반 이상을 점하고 있었으나, 2010년 중간 선거에서 여당 사상 최악으로 참패하여 주지사는 20명, 상원 의석은 53명, 하원 의석은 193명으로 줄었다. 2020년 기준으로 상원 의석은 45명(원내에서는 무소속 2명과의 연합으로 47석) 하원 의석은 232석이며 당의 상징은 당나귀이다.

## 이념과 노선
당헌에 따르면 민주당은 현대자유주의를 정강정책으로 내건 정당이다.
민주당은 창당된 직후에는 앤드루 잭슨 대통령의 '잭슨식 민주주의'를 지지했다. 하지만 1890년대 이후, 특히 북부 지방에서 민주당 지지자들이 점차 진보적인 면모를 보여왔다. 민주당원들은 루스벨트 대통령의 뉴딜정책을 찬성해왔으며, 야당인 공화당에 비해 상대적으로 진보적으로 여겨졌다. 한편 공화당에서도 1930년대 이후 루스벨트 대통령의 뉴딜 정책을 지지하는 진보적인 인사가 증가함에 따라 양당의 이념적 차이가 줄어들게 되었다. 그러나 1960년대 공화당의 배리 골드워터 연방 상원의원이 이끈 보수주의 개혁 운동으로 공화당이 강경 보수주의적 입장을 취하면서 미국 공화당과의 정치적 대립이 더욱 격화되었다. 일례로 민주당 출신 빌 클린턴은 재벌들의 세금을 인상했고, 공화당 출신 로널드 레이건은 재벌들의 세금을 인하했다. 유권자들에 대한 여론조사에 따르면 1960년대와 1970년대에는 양당 간에 뚜렷한 차이가 있는지를 묻는 질문에 50%로 의견이 양분된 반면 2004년에는 양당의 정책이 확연히 다르다고 생각한 비율이 76%가 되어 1972년의 46%에 비해 크게 늘었다. 1930년대 이후로 민주당은 연방 정부의 확대, 자유민주주의, 친기업 정책 등의 유연한 보수주의 노선도 병행했지만, 2000년대에 들어서 친기득권 성향을 많이 보여서 미국 백인 노동자 계층을 중심으로 중산층에게 불만이 쌓였다는 논란이 심화되었다.
동성애, 총기 소유, 임신 중절 등의 사회적인 이슈에 대해서는 보수주의적인 공화당에 비해 상당히 개방적인 입장이다. 역사적으로 민주당의 주 지지층은 농민, 노동자, 소수 종교 신자들, 사회적 약자이었으며, 당의 주요 이념은 규제되지 않은 사업가들과 일률적인 소득세 부과를 반대해왔다. 외교 문제에 관해서는 국제주의(internationalism)을 지지하며, 1930년대부터는 의료보험 등을 통한 복지국가 건설을 추구해왔다. 1970년대부터는 새롭게 떠오른 화두인 환경에 대한 정책들을 크게 지지하며 사람들을 끌어모으기 시작했으며, 현재는 미국 북동부 지방, 서부 해안 지역에서 강세를 보이고 있다. 민주당의 분파는 크게 사회자유주의 분파, 보수주의 분파, 진보주의 분파, 중도주의 분파로 나뉜다.

### 분파
현재 민주당의 주류 분파는 중도주의와 제3의 길을 대표하는 신민주연합과 진보주의와 좌익 정치를 대표하는 의회진보 코커스로 대표된다. 또한 소수 분파로써 재정보수주의를 대표하는 청견연합과 사회주의를 대표하는 미국 민주사회주의자들 또한 일부 존재한다.

#### 사회자유주의 분파
민주당의 주류를 이루는 분파이며, 대부분의 당원들이 민주당 주류의 사회자유주의적 철학을 따른다. 2012년 설문 조사에 의하면, 약 25%의 민주당 후보들이 사회자유주의 분파에 속해있으며 86%의 사회자유주의 분파 유권자들이 현재 민주당의 당 방침에 크게 만족한다고 답했다. 이들 중 화이트칼라 전문직들은 보통 1950년대까지 보통 공화당을 지지하는 세력이었으나, 이후 성향이 크게 바뀌어 지금은 민주당을 지지하는 주요 세력이 되어있다. 현재 민주당의 사회자유주의 분파는 대부분 고학력, 고임금의 전문직으로 구성되어 있으며, 이들 중 상당수가 대학을 졸업하고 높은 지식을 가진 지식인들이다.
대부분의 사회자유주의 분파 유권자들은 공영 의료 보험을 지지하며, 특히 미국이 군사적 조치를 취하는 대신 외교나 평화적인 방법으로 외교적인 문제들을 해결하는 것을 지향한다. 사회적으로는 동성결혼 법제화, 낙태 합법화, 더 엄격한 총기 규제, 환경 보호법 제정의 필요성을 주장한다. 이 분파는 다문화주의를 옹호하며, 이민자들이 미국화되기 보다는 고유의 문화를 지키며 미국을 더더욱 풍요롭게 만들어줄 수 있다고 믿는다. 또한 사회자유주의 분파는 하단의 보수주의 분파와 마찬가지로 공화당에 협력할 때도 있으며, 진보주의 분파와 마찬가지로 큰 정부론에 입각한 복지 국가를 지향한다.

#### 보수주의 분파
보수주의 분파는 사회자유주의를 제외하고 두 번째로 큰 규모의 분파이다. 민주당의 주류에 비해 상대적으로 보수적인 색채를 띠며, 공화당의 이념들과도 일부 겹치는 면이 있다. 보수주의 분파는 미국 전역에 걸쳐 있기는 하지만, 대부분은 시골 지역들이나 보수 세력이 강한 남부 지방에 집중 분포해 있다. 역사적으로 남부 지방 유권자들은 타 지방보다 더 보수적인 경향을 보여왔다.
보수주의 분파들은 일부 탈당하여 공화당으로 들어가기도 한다. 가장 대표적인 예가 1964년 인권법 제정 당시였는데, 이 때 상당수의 민주당 보수 인사들이 탈당하여 공화당으로 입당했다. 이후 공화당은 이 민주당 인사들을 기반으로 삼아 남부 지방에서뿐만 아니라 미국 북서부, 서부 지방에서도 세를 늘려나갔다. 다만 당의 더 강경해진 보수적 색채를 이들이 중화시키기란 역부족이어서, 공화당은 오히려 더더욱 우경화되는 경향을 보였다. 보수주의 분파의 대표적인 인사들로는 조 맨친, 지미 카터가 있다. 오늘날 청견민주에 의해 대표된다. 민주당의 보수주의 분파를 지지하는 유권자들은 공화당 지지층과 일부 겹치기도 하며, 이들 중 일부는 공화당에 비판적 지지를 보내기도 한다.

#### 진보주의 분파
진보주의 분파는 민주당 내에서 가장 진보적인 분파이다. 경제적으로는 기본소득 도입과 기업 규제의 필요성을 내세우며, 사회적 복지의 확대를 요구한다. 사우스다코타 주의 조지 맥거번 상원의원을 중심으로 형성되었으며, 2016년 민주당 경선에서 버니 샌더스가 크게 약진하며 추가적인 세를 얻었다. 이들은 사회자유주의 분파와 함께 뜻을 같이하는 경우가 대부분이나, 공영 의료보험이나 군비 삭감, 기업 규제와 같은 사안에는 주류 분파들과 다른 입장을 띄는 경우도 있다. 2014년 엘리자베스 워런 상원의원이 공립교육, 기업 규제, 남녀 평등, 동성 결혼 법제화, 확장된 이민 정책과 같은 정책들을 들고 나오면서 호응을 얻었다. 또한 진보주의 분파는 탈세를 비롯한 부정부패에 엄중한 조치를 취해야 한다고 주장하며, 선거 기부금과 같은 현 제도들이 부정부패를 촉발하기 때문에 이를 개혁해야 할 필요가 있다고 주장하였다. 대표적인 인물로 엘리자베스 워런, 알렉산드리아 오카시오코르테스, 키스 엘리슨, 데니스 쿠시니치가 있다.

#### 중도주의 분파
민주당 내 대표적인 중도주의 분파는 신민주연합으로 대표된다. 1988년 조지 H. W. 부시가 민주당을 누르고 대통령에 당선된 이후 형성되었으며, 경제적으로는 재정보수주의적인 입장을 띤다. 2000년대 후반까지 민주당의 주류를 이루었으며, 약 20여년간 민주당을 이끈 세력이기도 하다.
대표적인 인사들에는 빌 클린턴 전 대통령, 앨 고어 전 부통령, 조 바이든 대통령 등이 있다.

## 정책

### 경제
민주당은 공화당에 비해 경제적인 평등을 중요시 여기며, 국가의 형태로는 큰 정부와 복지 국가(welfare state)를 지향한다. 복지 국가는 유동적인 누진세를 부과하며, 더 높은 최저 임금, 사회 보장 정책, 공영 의료 보험, 공영 주택 등과 같은 정책들을 통하여 사람들의 복지와 안녕을 도모할 수 있다고 주장한다. 또한 사회 기반시설을 새롭게 세우며, 정부가 지원하는 고용 정책들을 통하여 민간 부문에서 일자리를 창출하고 동시에 급격한 경제 성장을 이룰 수 있다고 내세운다.

#### 재정
민주당은 경제적 불평등 해소와 사람들에게 더 많은 복지를 제공하기 위하여 부유한 국민들에게 더 많은 세금을 물리는 신축성 있는 누진세를 부과해야 한다고 주장했다. 민주당은 군비를 대폭 삭감하는 대신 그 예산을 복지 예산으로 돌려 쓰기를 바라며, 특히 의료, 보험, 사회 서비스, 인프라 건설과 같은 예산들을 삭감하는 것에 대해서는 이 것이 사회정의를 해치고 효율성을 줄인다는 이유로 반대하기도 한다. 민주당 지도층은 이러한 체계적인 복지 서비스들이 장기적으로 더 생산적인 인력들을 창출할 것이며, 더 문화가 풍부한 사회를 만들 것이며, 이 것이 공화당 측이 주장하는 '낮은 세금' 정책들보다 훨씬 더 장기적으로 이익을 많이 낼 것이라고 예상한다. 이러한 사회 복지를 자유를 위한 첫걸음으로 여기며, 결국 자유와 복지가 함께 양립할 수 있을 것이라고 본다.

#### 최저임금
민주당은 최저임금을 점진적으로 인상하는 안을 선호한다. 2007년에 제정된 최저임금법은 민주당이 110대 국회 초기부터 줄기차게 주장해왔던 공약들 중 하나이며, 2006년에 민주당은 최저임금을 올리는 법안 6개를 국회에 동시 제출, 결국 모두 입법화 시키는 데에 성공했다. 2017년 5월에는 2024년까지 최저임금을 시간당 15$까지 올리는 법안을 통과시켰고, 이로 인해 민주당의 경제 정책들이 점차 좌경화되어 가고 있다는 평가를 들은 바 있다.

#### 의료보험
민주당은 '모두가 이용가능한, 지속 가능한 의료보험 체계'를 옹호한다. 정부가 국민들의 의료보험 시스템을 확립하기 위하여 나서야 한다고 촉구하며, 특히 현대 점차 상승하는 민영 의료비를 해결하기 위하여 전국민 대상 보험 정책이나 보조금 지원 정책 등을 실시해야 한다고 주장한다. 특히 존 코니어스나 존 딘젤과 같은 몇몇 민주당 최고 원로들은 Medicare for All이라는 국가 보험 체계를 통하여 직업, 소득 여부를 불문하고 모든 국민들에게 일반적인 의료 보험을 실시해야 한다고 언급한 바 있다. 특히 민주당의 진보주의 분파들은 대중 의료보험 체계 확립을 분파의 주된 강령들 중 하나로 확고히 명시했으며, 특히 2010년에 오바마 대통령이 꺼내든 오바마케어 정책은 이와 같이 의료보험을 강하게 옹호하는 민주당의 영향이 크다. 이 정책으로 인하여 2014년 4월에는 거의 1억명에 달하는 미국 국민들이 추가적인 의료 혜택을 받을 수 있게 되었다.

## 역사

### 전신
미국이 건국하는 무렵인 1790년대에 반연방파 토머스 제퍼슨이 창당한 공화주의자당(Republican Party)이 당의 전신이다. 당명은 점차 민주공화당(Democratic-Republican Party)으로 바뀌었다. 여러 가지 이름으로 불렸던 제퍼슨 공화파는 친 앤드루 잭슨파와 반 앤드루 잭슨파로 분열되었다. 이후 1828년 대통령에 당선된 앤드루 잭슨 이후, 반 잭슨파는 민주공화당을 대거 탈당하여 과거 연방주의당 지지자, 민주공화당 내 보수주의자, 반잭슨파를 결집해 지금의 공화당의 전신인 휘그당을 창당하였고, 친잭슨파는 당에 잔류해 당명을 지금의 당명으로 바꾸었다.

### 남북전쟁 직전 분열
1801년부터 집권했으며 남북전쟁 발발 직전인 1860년, 북부 민주당원을 중심으로 한 북부 민주당과, 남부 민주당원을 중심으로 한 남부 민주당으로 분열되었다. 전체적으로 민주당이 분열되어서 1860년 대통령 선거에서 반노예주의를 표방한 공화당 소속 연방 하원의원인 에이브러햄 링컨에 패배하였다. 이후 내전이 일어나자 미국 민주당은 심각한 내홍을 겪었으며, 이후 공화당에 비해 지지기반이 줄어들었다.

### 뉴딜 정책과 중산층 성장
1932년 대공황 와중에 당선된 프랭클린 루스벨트는 뉴딜 정책을 통해 공황을 극복하고자 하였고, 강력한 복지정책을 시행하였다. 그 결과로 1920-1950년대에는 미국내 소득 격차가 크게 줄었다. 부유층의 소득이 감소하고, 중산층의 실질 소득이 증가했다. 노벨 경제학상을 수상한 경제학자인 폴 크루그먼은 이러한 변화는 정치적인 변화에 큰 원인이 있다고 하였다. 뉴딜정책 이후 부유층의 세금은 급증하였고, 소득세 상한은 1950년대 중반에 91퍼센트에 달했다. 기업 이익에 대한 평균 연방세는 1929년에는 14퍼센트였으나, 1955년에는 45퍼센트에 달했다. 상속세 상한은 77퍼센트에 달했다. 1929년에 국부의 20퍼센트를 소유했던 상위 0.1퍼센트는 1950년대에는 10퍼센트 정도를 소유했다. 또한 이 시기에는 공화당에 진보적인 정치인이 늘어나 대화합이 가능하였다.

### 제2차 세계대전
제2차 세계대전이 벌어지자 노동력의 부족으로 임금이 상승하였고, 높은 임금은 전후에도 지속되었다. 민주당은 제2차 세계대전을 승리로 이끌었고, 전후호황으로 미국의 경제는 발전하였다. 1960년대가 되자 미국에서는 공화당의 배리 골드워터 연방 상원의원이 이끈 보수주의 개혁 운동이 일어났다. 그가 주도한 보수주의 개혁 운동은 도시 소요사태를 이용해 진보주의자들을 논리로 공격하고 간접적인 방식으로 인종차별을 옹호하였으며 공화당 내의 진보적인 인사를 축출하였다. 그 결과 공화당은 매우 강경하고 보수적으로 되고, 민주당과 공화당은 더욱 대립이 격화되었다.
대공황 이후 민주당은 대개 의회의 다수당이었다. 민주당은 1994년 이래 의회에서 소수당이 되었으나, 2006년 중간선거에서 승리하면서 상원과 하원에서 공화당을 제치고 모두 다수당이 되었으나 2008년, 버락 오바마 대통령 집권 이후 실시된 중간선거에서 집권당으로서 사상 최대의 패배를 당하면서 하원 다수당 지위를 공화당에게 넘겨주게 되고 상원의원 선거에서는 상원 다수당 지위를 가까스로 유지하게 된다.

## 역대 민주당 출신 대통령
| #    | 대통령            | 기간            |
| ---- | ----------------- | --------------- |
| 7대  | 앤드류 잭슨       | 1829년 ~ 1837년 |
| 8대  | 마틴 밴 뷰런      | 1837년 ~ 1841년 |
| 11대 | 제임스 녹스 포크  | 1845년 ~ 1849년 |
| 14대 | 프랭클린 피어스   | 1853년 ~ 1857년 |
| 17대 | 앤드루 존슨       | 1865년 ~ 1869년 |
| 22대 | 그로버 클리블랜드 | 1885년 ~ 1889년 |
| 24대 | 그로버 클리블랜드 | 1893년 ~ 1897년 |
| 28대 | 우드로 윌슨       | 1913년 ~ 1921년 |
| 32대 | 프랭클린 루스벨트 | 1933년 ~ 1945년 |
| 33대 | 해리 S. 트루먼    | 1945년 ~ 1953년 |
| 35대 | 존 F. 케네디      | 1961년 ~ 1963년 |
| 36대 | 린든 B. 존슨      | 1963년 ~ 1969년 |
| 39대 | 지미 카터         | 1977년 ~ 1981년 |
| 42대 | 빌 클린턴         | 1993년 ~ 2001년 |
| 44대 | 버락 오바마       | 2009년 ~ 2017년 |
| 46대 | 조 바이든         | 2021년 ~ 2025년 |

## 주요 정치인
- 힐러리 클린턴

- 전) 2016년 미국 대통령 선거 민주당 대통령 후보, 전) 버락 오바마 정부 국무부 장관, 전) 빌 클린턴 대통령의 퍼스트 레이디

- 낸시 펠로시

- 전) 하원의장, 전) 민주당 하원 원내대표(캘리포니아주 샌프란시스코 지역구) : 미국의 첫 여성 하원의장이었으나, 2010년 중간선거에서 참패하는 바람에 하원의장에서 물러남.

- 앤드루 쿠오모

- 전) 뉴욕주 주지사

- 람 이매뉴얼

- 전) 시카고 시장 : 버락 오바마의 선거 참모이자 전 비서실장

- 마틴 오맬리

- 전) 메릴랜드주 주지사

- 엘리자베스 워런

- 현) 매사추세츠주 연방 상원의원

## 역대 선거 결과

### 역대 대통령 선거 결과
| 선거명                  | 후보                   | 득표수     | 득표율 | 승리한 주 | 확보 선거인단 | 당락 |
| ----------------------- | ---------------------- | ---------- | ------ | --------- | ------------- | ---- |
| 1828년 미국 대통령 선거 | 앤드류 잭슨            | 642,553    | 56%    | 15 / 24   | 178 / 261     | 당선 |
| 1832년 미국 대통령 선거 | 앤드류 잭슨            | 701,780    | 54.2%  | 16 / 24   | 219 / 286     | 당선 |
| 1836년 미국 대통령 선거 | 마틴 밴 뷰런           | 764,176    | 50.8%  | 15 / 24   | 170 / 294     | 당선 |
| 1840년 미국 대통령 선거 | 마틴 밴 뷰런           | 1,128,854  | 46.8%  | 7 / 26    | 60 / 294      | 낙선 |
| 1844년 미국 대통령 선거 | 제임스 포크            | 1,339,494  | 49.5%  | 15 / 26   | 170 / 295     | 당선 |
| 1848년 미국 대통령 선거 | 레위스 캐스            | 1,223,460  | 42.5%  | 15 / 30   | 127 / 290     | 낙선 |
| 1852년 미국 대통령 선거 | 프랭클린 피어스        | 1,607,510  | 50.8%  | 27 / 31   | 254 / 296     | 당선 |
| 1856년 미국 대통령 선거 | 제임스 뷰캐넌          | 1,836,072  | 45.3%  | 19 / 31   | 174 / 296     | 당선 |
| 1860년 미국 대통령 선거 | 스티븐 더글라스        | 1,380,202  | 29.5%  | 1 / 32    | 12 / 303      | 낙선 |
| 1864년 미국 대통령 선거 | 조지 매클렌            | 1,812,807  | 45%    | 3 / 25    | 21 / 233      | 낙선 |
| 1868년 미국 대통령 선거 | 호라시오 세이무어      | 2,708,744  | 47.3%  | 8 / 34    | 80 / 294      | 낙선 |
| 1876년 미국 대통령 선거 | 새뮤얼 J. 틸던         | 4,284,020  | 50.9%  | 17 / 38   | 184 / 369     | 낙선 |
| 1880년 미국 대통령 선거 | 윈필드 스콧 핸콕       | 4,444,260  | 48.2%  | 19 / 38   | 155 / 369     | 낙선 |
| 1884년 미국 대통령 선거 | 그로버 클리블랜드      | 4,914,482  | 48.9%  | 20 / 38   | 219 / 401     | 당선 |
| 1888년 미국 대통령 선거 | 그로버 클리블랜드      | 5,534,488  | 48.6%  | 18 / 38   | 168 / 401     | 낙선 |
| 1892년 미국 대통령 선거 | 그로버 클리블랜드      | 5,556,918  | 46%    | 24 / 44   | 277 / 444     | 당선 |
| 1896년 미국 대통령 선거 | 윌리엄 제닝스 브라이언 | 6,492,559  | 46.7%  | 22 / 45   | 176 / 447     | 낙선 |
| 1900년 미국 대통령 선거 | 윌리엄 제닝스 브라이언 | 6,370,932  | 45.5%  | 17 / 45   | 155 / 447     | 낙선 |
| 1904년 미국 대통령 선거 | 앨튼 파커              | 5,083,880  | 37.6%  | 13 / 45   | 140 / 476     | 낙선 |
| 1908년 미국 대통령 선거 | 윌리엄 제닝스 브라이언 | 6,408,984  | 43%    | 17 / 46   | 162 / 483     | 낙선 |
| 1912년 미국 대통령 선거 | 우드로 윌슨            | 6,296,284  | 41.8%  | 40 / 48   | 435 / 531     | 당선 |
| 1916년 미국 대통령 선거 | 우드로 윌슨            | 9,126,868  | 49.2%  | 30 / 48   | 277 / 531     | 당선 |
| 1920년 미국 대통령 선거 | 제임스 콕스            | 9,139,661  | 34.2%  | 11 / 48   | 127 / 531     | 낙선 |
| 1924년 미국 대통령 선거 | 존 데이비스            | 8,386,242  | 28.8%  | 12 / 48   | 136 / 531     | 낙선 |
| 1928년 미국 대통령 선거 | 존 데이비스            | 15,015,464 | 40.8%  | 8 / 48    | 87 / 531      | 낙선 |
| 1932년 미국 대통령 선거 | 프랭클린 루즈벨트      | 22,821,277 | 57.4%  | 42 / 48   | 472 / 531     | 당선 |
| 1936년 미국 대통령 선거 | 프랭클린 루즈벨트      | 27,752,648 | 60.8%  | 46 / 48   | 523 / 531     | 당선 |
| 1940년 미국 대통령 선거 | 프랭클린 루즈벨트      | 27,313,945 | 54.7%  | 38 / 48   | 449 / 531     | 당선 |
| 1944년 미국 대통령 선거 | 프랭클린 루즈벨트      | 25,612,916 | 53.4%  | 36 / 48   | 432 / 531     | 당선 |
| 1948년 미국 대통령 선거 | 해리 트루먼            | 24,179,347 | 49.6%  | 28 / 48   | 303 / 531     | 당선 |
| 1952년 미국 대통령 선거 | 애들레이 스티븐슨      | 27,375,090 | 44.3%  | 9 / 48    | 89 / 531      | 낙선 |
| 1956년 미국 대통령 선거 | 애들레이 스티븐슨      | 26,028,028 | 42%    | 7 / 48    | 73 / 531      | 낙선 |
| 1960년 미국 대통령 선거 | 존 F. 케네디           | 34,220,984 | 49.7%  | 23 / 49   | 303 / 537     | 당선 |
| 1964년 미국 대통령 선거 | 린든 존슨              | 43,127,041 | 61.1%  | 45 / 51   | 486 / 538     | 당선 |
| 1968년 미국 대통령 선거 | 휴버트 험프리          | 31,271,839 | 42.7%  | 14 / 51   | 191 / 538     | 낙선 |
| 1972년 미국 대통령 선거 | 조지 맥거번            | 29,173,222 | 37.5%  | 2 / 51    | 17 / 538      | 낙선 |
| 1976년 미국 대통령 선거 | 지미 카터              | 40,831,881 | 50.1%  | 24 / 51   | 297 / 538     | 당선 |
| 1980년 미국 대통령 선거 | 지미 카터              | 35,480,115 | 41%    | 7 / 51    | 49 / 538      | 낙선 |
| 1984년 미국 대통령 선거 | 월터 먼데일            | 37,577,352 | 40.6%  | 2 / 51    | 13 / 538      | 낙선 |
| 1988년 미국 대통령 선거 | 마이클 듀카키스        | 41,809,074 | 45.7%  | 11 / 51   | 111 / 538     | 낙선 |
| 1992년 미국 대통령 선거 | 빌 클린턴              | 44,909,806 | 43%    | 33 / 51   | 370 / 538     | 당선 |
| 1996년 미국 대통령 선거 | 빌 클린턴              | 47,402,357 | 49.2%  | 30 / 51   | 379 / 538     | 당선 |
| 2000년 미국 대통령 선거 | 앨 고어                | 50,999,897 | 48.4%  | 21 / 51   | 266 / 538     | 낙선 |
| 2004년 미국 대통령 선거 | 존 케리                | 59,028,444 | 48.3%  | 20 / 51   | 251 / 538     | 낙선 |
| 2008년 미국 대통령 선거 | 버락 오바마            | 69,456,897 | 52.9%  | 29 / 51   | 365 / 538     | 당선 |
| 2012년 미국 대통령 선거 | 버락 오바마            | 65,915,796 | 51.2%  | 27 / 51   | 332 / 538     | 당선 |
| 2016년 미국 대통령 선거 | 힐러리 클린턴          | 65,853,516 | 48.2%  | 21 / 51   | 227 / 538     | 낙선 |
| 2020년 미국 대통령 선거 | 조 바이든              | 81,268,867 | 51.3%  | 26 / 51   | 306 / 538     | 당선 |

### 역대 총선
| 년도 | 하원 득표수 | 하원 득표율 | 하원 의석 | 상원 의석 | 대통령 후보/대통령     |
| ---- | ----------- | ----------- | --------- | --------- | ---------------------- |
| 1828 |             |             | 136 / 213 | 25 / 48   | 앤드류 잭슨            |
| 1830 |             |             | 126 / 213 | 24 / 48   | 앤드류 잭슨            |
| 1832 |             |             | 143 / 240 | 20 / 48   | 앤드류 잭슨            |
| 1834 | 802,422     | 49.7%       | 143 / 242 | 26 / 52   | 앤드류 잭슨            |
| 1836 | 801,767     | 51.0%       | 128 / 242 | 35 / 52   | 마틴 밴 뷰런           |
| 1838 | 995,133     | 50.0%       | 125 / 242 | 29 / 50   | 마틴 밴 뷰런           |
| 1840 | 1,021,051   | 47.8%       | 125 / 242 | 22 / 51   | 마틴 밴 뷰런           |
| 1842 | 1,051,561   | 51.3%       | 125 / 223 | 23 / 52   | 야당                   |
| 1844 | 1,276,980   | 50.0%       | 142 / 227 | 34 / 56   | 제임스 포크            |
| 1846 | 1,124,080   | 48.4%       | 110 / 230 | 38 / 60   | 제임스 포크            |
| 1848 | 1,212,632   | 44.2%       | 113 / 232 | 35 / 62   | 레위스 캐스            |
| 1850 | 1,142,783   | 43.3%       | 127 / 232 | 36 / 61   | 야당                   |
| 1852 | 1,566,004   | 49.8%       | 158 / 234 | 38 / 62   | 프랭클린 피어스        |
| 1854 | 1,418,553   | 43.9%       | 82 / 234  | 39 / 62   | 프랭클린 피어스        |
| 1856 | 1,805,827   | 46.8%       | 131 / 237 | 41 / 66   | 제임스 뷰캐넌          |
| 1858 | 1,823,106   | 48.1%       | 101 / 238 | 38 / 66   | 제임스 뷰캐넌          |
| 1860 | 1,520,785   | 39.7%       | 44 / 183  | 23 / 53   | 스티븐 더글라스        |
| 1862 | 1,456,395   | 45.1%       | 72 / 185  | 10 / 48   | 야당                   |
| 1864 | 1,631,393   | 41.9%       | 38 / 193  | 11 / 54   | 조지 맥클렌            |
| 1866 | 1,919,507   | 40.7%       | 47 / 225  | 9 / 66    | 야당                   |
| 1868 | 2,598,042   | 44.1%       | 67 / 243  | 12 / 64   | 호라시오 세이무어      |
| 1870 | 2,441,956   | 44.5%       | 104 / 243 | 16 / 73   | 야당                   |
| 1872 | 2,813,934   | 41.8%       | 88 / 292  | 19 / 73   | 야당                   |
| 1874 | 3,061,888   | 49.1%       | 178 / 293 | 28 / 75   | 야당                   |
| 1876 | 4,220,480   | 51.3%       | 150 / 293 | 35 / 76   | 새뮤얼 J. 틸던         |
| 1878 | 3,108,496   | 44.2%       | 143 / 293 | 42 / 76   | 야당                   |
| 1880 | 4,330,113   | 47.7%       | 136 / 293 | 37 / 76   | 윈필드 스콧 핸콕       |
| 1882 | 3,968,021   | 48.9%       | 192 / 325 | 36 / 76   | 야당                   |
| 1884 | 4,954,599   | 50.1%       | 183 / 325 | 34 / 78   | 그로버 클리블랜드      |
| 1886 | 4,126,909   | 48.1%       | 167 / 325 | 37 / 76   | 그로버 클리블랜드      |
| 1888 | 5,558,964   | 48.7%       | 161 / 332 | 37 / 88   | 그로버 클리블랜드      |
| 1890 | 4,945,756   | 50.7%       | 235 / 332 | 39 / 88   | 야당                   |
| 1892 | 5,603,431   | 47.4%       | 211 / 356 | 44 / 85   | 그로버 클리블랜드      |
| 1894 | 4,252,292   | 37.7%       | 105 / 357 | 39 / 87   | 그로버 클리블랜드      |
| 1896 | 5,594,384   | 40.9%       | 128 / 357 | 33 / 88   | 윌리엄 제닝스 브라이언 |
| 1898 | 4,828,592   | 44.2%       | 163 / 357 | 24 / 86   | 야당                   |
| 1900 | 6,081,813   | 44.5%       | 153 / 357 | 28 / 86   | 윌리엄 제닝스 브라이언 |
| 1902 | 4,942,208   | 45%         | 176 / 386 | 33 / 90   | 야당                   |
| 1904 | 5,386,523   | 40.9%       | 136 / 386 | 32 / 90   | 앨튼 파커              |
| 1906 | 4,866,899   | 43.6%       | 166 / 391 | 31 / 92   | 야당                   |
| 1908 | 6,552,986   | 45.4%       | 172 / 391 | 32 / 92   | 윌리엄 제닝스 브라이언 |
| 1910 | 5,864,262   | 46.7%       | 219 / 394 | 44 / 92   | 야당                   |
| 1912 | 8,446,624   | 43.3%       | 290 / 435 | 51 / 96   | 우드로 윌슨            |
| 1914 | 5,808,254   | 42.4%       | 230 / 435 | 56 / 96   | 우드로 윌슨            |
| 1916 | 7,641,274   | 46.1%       | 214 / 435 | 54 / 96   | 우드로 윌슨            |
| 1918 | 5,458,549   | 43.2%       | 192 / 435 | 47 / 96   | 우드로 윌슨            |
| 1920 | 9,079,985   | 35.8%       | 131 / 435 | 37 / 96   | 제임스 콕스            |
| 1922 | 11,146,853  | 44%         | 207 / 435 | 42 / 96   | 야당                   |
| 1924 | 12,103,278  | 38.8%       | 183 / 435 | 41 / 96   | 존 데이비스            |
| 1926 | 9,467,607   | 39.6%       | 194 / 435 | 46 / 95   | 야당                   |
| 1928 | 16,521,147  | 41.1%       | 194 / 435 | 39 / 96   | 존 데이비스            |
| 1930 | 11,018,603  | 44.5%       | 218 / 435 | 47 / 96   | 야당                   |
| 1932 | 54,188,533  | 55.7%       | 313 / 435 | 59 / 96   | 프랭클린 루즈벨트      |
| 1934 | 17,519,821  | 53.4%       | 322 / 435 | 69 / 96   | 프랭클린 루즈벨트      |
| 1936 | 23,784,032  | 55.8%       | 334 / 435 | 76 / 96   | 프랭클린 루즈벨트      |
| 1938 | 17,715,450  | 48.7%       | 262 / 435 | 69 / 95   | 프랭클린 루즈벨트      |
| 1940 | 24,227,821  | 51.4%       | 267 / 435 | 66 / 95   | 프랭클린 루즈벨트      |
| 1942 | 13,181,759  | 47%         | 222 / 435 | 58 / 96   | 프랭클린 루즈벨트      |
| 1944 | 23,380,045  | 51.8%       | 242 / 435 | 57 / 96   | 프랭클린 루즈벨트      |
| 1946 | 15,491,113  | 45%         | 188 / 435 | 45 / 96   | 해리 트루먼            |
| 1948 | 24,217,516  | 52.6%       | 263 / 435 | 57 / 99   | 해리 트루먼            |
| 1950 | 19,991,683  | 49.4%       | 235 / 435 | 49 / 96   | 해리 트루먼            |
| 1952 | 28,642,537  | 49.8%       | 213 / 435 | 47 / 96   | 애들레이 스티븐슨      |
| 1954 | 22,366,386  | 52.5%       | 232 / 435 | 48 / 96   | 야당                   |
| 1956 | 30,062,042  | 51.2%       | 234 / 435 | 49 / 96   | 애들레이 스티븐슨      |
| 1958 | 25,604,679  | 56%         | 283 / 435 | 64 / 98   | 야당                   |
| 1960 | 35,125,032  | 54.8%       | 262 / 435 | 64 / 98   | 존 F. 케네디           |
| 1962 | 26,860,184  | 52.4%       | 258 / 435 | 66 / 100  | 존 F. 케네디           |
| 1964 | 37,643,960  | 57.1%       | 295 / 435 | 68 / 100  | 린든 존슨              |
| 1966 | 26,934,136  | 50.9%       | 248 / 435 | 64 / 100  | 린든 존슨              |
| 1968 | 33,214,994  | 50.2%       | 243 / 435 | 57 / 100  | 휴버트 험프리          |
| 1970 | 29,080,212  | 53.6%       | 255 / 435 | 54 / 100  | 야당                   |
| 1972 | 37,071,352  | 52.1%       | 242 / 435 | 56 / 100  | 조지 맥거번            |
| 1974 | 30,054,097  | 57.5%       | 291 / 435 | 60 / 100  | 야당                   |
| 1976 | 41,474,890  | 55.9%       | 292 / 435 | 61 / 100  | 지미 카터              |
| 1978 | 29,317,222  | 53.7%       | 277 / 435 | 58 / 100  | 지미 카터              |
| 1980 | 39,347,947  | 50.5%       | 243 / 435 | 46 / 100  | 지미 카터              |
| 1982 | 35,284,473  | 55.2%       | 269 / 435 | 45 / 100  | 야당                   |
| 1984 | 42,973,494  | 52.1%       | 253 / 435 | 47 / 100  | 월터 먼데일            |
| 1986 | 32,447,021  | 54.3%       | 258 / 435 | 55 / 100  | 야당                   |
| 1988 | 43,544,565  | 53.3%       | 260 / 435 | 55 / 100  | 마이클 듀카키스        |
| 1990 | 32,463,372  | 52.1%       | 267 / 435 | 56 / 100  | 야당                   |
| 1992 | 48,654,189  | 50.1%       | 258 / 435 | 57 / 100  | 빌 클린턴              |
| 1994 | 31,609,829  | 44.8%       | 204 / 435 | 48 / 100  | 빌 클린턴              |
| 1996 | 43,507,586  | 48.2%       | 207 / 435 | 45 / 100  | 빌 클린턴              |
| 1998 | 31,490,298  | 48.2%       | 211 / 435 | 45 / 100  | 빌 클린턴              |
| 2000 | 46,582,167  | 47.1%       | 212 / 435 | 50 / 100  | 앨 고어                |
| 2002 | 33,795,885  | 45.2%       | 205 / 435 | 48 / 100  | 야당                   |
| 2004 | 52,969,786  | 46.8%       | 202 / 435 | 44 / 100  | 존 케리                |
| 2006 | 42,338,795  | 52.3%       | 233 / 435 | 49 / 100  | 야당                   |
| 2008 | 65,237,840  | 53.2%       | 257 / 435 | 57 / 100  | 버락 오바마            |
| 2010 | 38,980,192  | 44.9%       | 193 / 435 | 51 / 100  | 버락 오바마            |
| 2012 | 59,645,531  | 48.8%       | 201 / 435 | 53 / 100  | 버락 오바마            |
| 2014 | 35,624,357  | 45.5%       | 188 / 435 | 44 / 100  | 버락 오바마            |
| 2016 | 61,776,554  | 48%         | 194 / 435 | 46 / 100  | 힐러리 클린턴          |
| 2018 | 60,727,598  | 53.4%       | 235 / 435 | 47 / 100  | 야당                   |
| 2020 | 77,545,341  | 50.8%       | 222 / 435 | 50 / 100  | 조 바이든              |
| 2022 | 51,477,313  | 47.8%       | 213 / 435 | 49 / 100  | 조 바이든              |

## 같이 보기
- 진보 간부 회의
- 청견민주
- 민주 자유 간부 회의
- 신민주연합

### 인용
1. ↑  “President Obama, the Democratic Party, and Socialism: A Political Science Perspective”. 《The Huffington Post》. 2012년 6월 29일. 2019년 3월 24일에 원본 문서에서 보존된 문서. 2015년 1월 9일에 확인함.
2. ↑    - “美 민주당, 진보서 보수까지 ‘새로운 미국’ 모호”. 《경향신문》. 2007.1.8. 
  - “민주당판 존 매케인'…민주당 초당파 조 맨친 의원 입지 급부상”. 《연햡뉴스》. 2021년 2월 8일.
3. ↑  Hale, John (1995). 《The Making of the New Democrats》. New York: Political Science Quarterly. 229쪽.
4. ↑  Dewan, Shaila; Kornblut, Anne E. (2006년 10월 30일). “In Key House Races, Democrats Run to the Right”. 《The New York Times》. 2019년 7월 27일에 원본 문서에서 보존된 문서. 2017년 1월 28일에 확인함.
5. ↑    - Ball, Molly. “The Battle Within the Democratic Party”. 《The Atlantic》. 2018년 6월 12일에 원본 문서에서 보존된 문서. 2017년 1월 28일에 확인함.
  - Chotiner, Isaac (2020년 3월 2일). “How Socialist Is Bernie Sanders?”. 《The New Yorker》 (미국 영어). 2021년 2월 14일에 확인함.
  - Bacon, Perry Jr. (2019년 3월 11일). “The Six Wings Of The Democratic Party”. 《FiveThirtyEight》.
6. ↑  Stein, Letita; Cornwell, Susan; Tanfani, Joseph (2018년 8월 23일). “Inside the progressive movement roiling the Democratic Party”. 《Reuters》. 2022년 6월 13일에 원본 문서에서 보존된 문서. 2022년 6월 13일에 확인함.
7. ↑  "More liberal, populist movement emerging in Democratic Party ahead of 2016 elections", By Zachary A. Goldfarb. The Washington Post. November 30, 2013. Retrieved March 25, 2017.
8. ↑  "The Left's Unpopular Populism", By Amitai Etzioni. The Atlantic. January 8, 2015. Retrieved March 25, 2017.
9. ↑  "America in Populist Times: An Interview With Chantal Mouffe" 보관됨 2019-10-26 - 웨이백 머신, By Waleed Shahid. The Nation. December 15, 2016. Retrieved March 25, 2017.
10. ↑  “보관된 사본”. 2016년 5월 3일에 원본 문서에서 보존된 문서. 2016년 5월 5일에 확인함.
11. ↑  “보관된 사본”. 2016년 1월 5일에 원본 문서에서 보존된 문서. 2016년 7월 21일에 확인함.
12. ↑  N. Scott, Arnold (2011년 4월 7일). 《Imposing Values: Liberalism and Regulation》. Oxford University Press. 3쪽. ISBN 9780199705290. 2015년 11월 27일에 확인함.
"Modern liberalism occupies the left-of-center in the traditional political spectrum and is represented by the Democratic Party in the United States".
13. ↑  Starr, Paul (2012). “Center-Left Liberalism”. 《The Oxford Companion to American Politics》. 2017년 3월 13일에 확인함.
14. ↑  폴 크루그먼, 미래를 말하다, 현대경제연구원BOOKS, p200 참고
15. ↑  보통 미국 역사에서 민주(democracy)는 직접민주제를, 공화(republic)는 대의제/법치를 가리킴.
16. ↑  폴 크루그먼, 미래를 말하다, 현대경제연구원BOOKS,p56-158참고